# Presles (Val-d’Oise)
Presles ist eine französische Gemeinde mit 3994 Einwohnern (Stand 1. Januar 2022) im Département Val-d’Oise in der Region Île-de-France. Sie gehört zum Arrondissement Pontoise und zum Kanton L’Isle-Adam. Die Einwohner werden Preslois genannt.

## Geographie
Presles befindet sich etwa 30 Kilometer nördlich von Paris und umfasst eine Fläche von 995 Hektar. 
Nachbargemeinden sind:
- Nointel im Norden
- Beaumont-sur-Oise im Nordosten
- Saint-Martin-du-Tertre im Osten
- Maffliers im Südosten
- Nerville-la-Forêt im Süden
- L’Isle-Adam im Westen
- Mours im Nordwesten

## Bevölkerungsentwicklung
| Jahr      | 1962 | 1968 | 1975 | 1982 | 1990 | 1999 | 2006 | 2011 |
| Einwohner | 2076 | 2450 | 2927 | 3117 | 3566 | 3728 | 3815 | 3745 |

## Sehenswürdigkeiten
Siehe auch: Liste der Monuments historiques in Presles (Val-d’Oise)
- Schloss Courcelles
- Kirche Saint-Germain-l’Auxerrois, Monument historique
- Der Dolmen de la Pierre Plate, die Allée couverte Le Blanc Val (südwestlich der Ortschaft La Croix) und La Pierre Turquaise sind Megalithanlagen in Presles.